# Hydroporus neglectus
Hydroporus neglectus är en skalbaggsart som beskrevs av Hermann Rudolph Schaum 1845. Hydroporus neglectus ingår i släktet Hydroporus och familjen dykare. Arten är reproducerande i Sverige. Inga underarter finns listade i Catalogue of Life.